# 336 Lacadiera
336 Lacadiera eller 1892 D är en asteroid i huvudbältet, som upptäcktes 19 september 1892 av den franske astronomen Auguste Charlois. Den har fått ditt namn efter ett område i södra Frankrike, kallat La Cadière-d'Azur.
Asteroiden har en diameter på ungefär 67 kilometer.